# Technologia
Vous êtes invité à donner votre avis sur cette page de discussion, de manière argumentée en vous aidant notamment des critères d’admissibilité ou en présentant des sources extérieures et sérieuses.  
Après avoir apposé le modèle {{Admissibilité}} sur une page, suivez les étapes expliquées sur Wikipédia:Débat d'admissibilité/Aide :
| 1. | Créez la page de débat d'admissibilité.                                                                      | Sauvegardez d’abord la page pour l’initialiser puis indiquez votre motivation.     |
| 2. | Important : ajoutez une entrée dans la section Débat d'admissibilité du jour.                                | Utilisez ce texte : *{{L\|Technologia}}                                            |
| 3. | Pensez à informer les contributeurs principaux de la page et les projets associés lorsque cela est possible. | Utilisez ce texte : {{subst:Avertissement débat d'admissibilité\|Technologia}}~~~~ |

Pour l’article homonyme, voir Technologia (société) pour l'entreprise française.
Pour les articles homonymes, voir Technologia (homonymie).
Technologia est une revue consacrée à l'histoire de la science et de la technologie.

## Histoire
Elle a été fondée en mars 1978 à Bruxelles par Jean C. Baudet et a cessé de paraître en 1989.
La revue a d'abord été publiée sous le titre Technologia Bruxellensis  (ISSN 0771-7415) avant de prendre le titre de en 1981  (ISSN 0771-6826).

## Contenu
Des articles en néerlandais et en français traitent de l'archéologie industrielle ainsi que de l'histoire de la technologie.